# Polymixis dubiosa
Polymixis dubiosa är en fjärilsart som beskrevs av Brandt 1938. Polymixis dubiosa ingår i släktet Polymixis och familjen nattflyn. Inga underarter finns listade i Catalogue of Life.